# Base de Fuzileiros
A Base de Fuzileiros (BF) é uma base da Marinha Portuguesa, constituindo parte do Corpo de Fuzileiros. Está instalada no Perímetro Militar do Alfeite no concelho de Almada, junto à Base Naval de Lisboa.
A BF tem como principal função assegurar a logística e a segurança das unidades do Corpo de Fuzileiros situadas no Alfeite bem como apoiar o aprontamento e o emprego daquelas unidades.

## Organização
A Base de Fuzileiros é comandada por um capitão de mar e guerra da classe de Fuzileiros, diretamente dependente do comandante do Corpo de Fuzileiros. Inclui os departamentos de Pessoal, de Material e de Apoio.
Na BF estão aquarteladas as seguintes unidades de fuzileiros: Batalhão de Fuzileiros n.º 1, Batalhão de Fuzileiros n.º 2, Companhia de Apoio de Fogos, Companhia de Apoio de Transportes Táticos, Destacamento de Ações Especiais e Unidade de Polícia Naval. Na área da BF está também instalado o Comando do Corpo de Fuzileiros.

## História
A atual Base de Fuzileiros foi criada a 29 de abril de 1969 como Força de Fuzileiros do Continente (FFC). Constituía uma força da Armada - na dependência direta do Chefe do Estado-Maior da Armada - encarregue de exercer o comando superior das unidades de fuzileiros e das lanchas de desembarque estacionadas no Continente português. Competia ainda à FFC realizar ações de organização, adestramento e de estudo relacionadas com o emprego de unidades e forças de desembarque, de fuzileiros e anfíbias.
Com a criação do Comando do Corpo de Fuzileiros, a 24 de junho de 1974, a FFC passou a estar integrada neste corpo, ficando na dependência do seu comandante.
De acordo com a Lei Orgânica da Marinha de 1993, a FFC passou a designar-se "Base de Fuzileiros", mantendo atribuições semelhantes.